# Carpio (kommun i Spanien, Andalusien)
Carpio är en kommun i Spanien.   Den ligger i provinsen Province of Córdoba och regionen Andalusien, i den centrala delen av landet, 280 km söder om huvudstaden Madrid. Antalet invånare är 4 555.